# George Arliss
George Arliss (født 10. april 1868, død 5. februar 1946) var en engelsk skuespiller, forfatter, dramatiker og filmskaber, der fandt succes i USA. Han var den første britiske skuespiller til at vinde en Oscar, samt at det er den tidligste-fødte skuespiller at vinde en.
Arliss begyndte sin karriere som skuespiller i britisk teater i 1887. I 1900 optrådte han på West End i London med flere biroller. Arliss rejste til USA i 1901 og boede i Nordamerika i tyve år. Arliss begyndte sin filmkarriere i USA med filmen The Devil (1921), efterfulgt af Disraeli og fire andre stumfilm, før han begyndte med tonefilm.
Arliss optrådte ofte op med sin kone, Florence Arliss (1871-1950), som han var gift fra den 16. september 1899 til sin død. De havde ingen børn, men Leslie Arliss, som var en berømt producent og instruktør har gentagne gange blevet fejlagtigt omtalt som søn af Arliss i nogle opslagsværker.[kilde mangler] Parret var i London i 1939, og udbruddet af 2. Verdenskrig forhindrede deres tilbagevenden til Nordamerika.
Arliss har en stjerne på Hollywood Walk of Fame, placeret på 6648 Hollywood Boulevard.